# Aero, továrna letadel
Aero, továrna letadel byl průmyslový areál v Praze 9 ve Vysočanech v ulici Kolbenova.

## Historie
Český strojírenský podnikatel Vladimír Kabeš založil továrnu na výrobu letadel a později i automobilů Aero v pražské Bubenči v lednu 1919. Po obchodním úspěchu přesunul výrobu do Vysočan, kde dal v roce 1923 postavit první budovu. Dvě podélné přízemní plochostropé budovy ohraničovaly montážní hangár krytý lehkou  obloukovou střechou na ocelové konstrukci. Z důvodu poklesu armádních zakázek na letadla začala firma v roce 1925 vyrábět automobilové karoserie a od roku 1928 automobily. V letech 1933–1935 dala postavit dvě třípatrové funkcionalistické budovy podle projektu Jindřicha Freiwalda a Jaroslava Böhma – jednu na východním okraji vysočanského pozemku a druhou v Karlíně (Šaldova, původně Poděbradova). Nálet v březnu 1945 montážní hangár poničil. Na témže místě pak byla od března do října 1946 postavena nová budova s obdobnou dispozicí podle projektu Jana Zelenky z firmy Skorkovský ve spolupráci s jejím hlavním inženýrem Milanem Menclem. Stavba s železobetonovým skeletem v modulu 9 × 10 metrů měla dvě podélná dvou a třípodlažní křídla. Mezi nimi na půdoryse 25 × 108 metrů stála montážní hala.
Až do roku 1956 se zde udržela stavba trupů letadel a prvních československých vrtulníků pod vedením konstruktéra Jaroslava Šlechty. Výroba se poté přestěhovala do Vodochod a budova připadla podniku ČKD Trakce. V dubnu 2020 byl areál zbořen. Dochovala se pouze samostatně stojící kotelna s komínem a garáže na hranici pozemku, které pocházejí z meziválečného období.